# ريتشارد بيك
ريتشارد بيك (بالإنجليزية: Richard Peck)‏ هو كاتب للأطفال وكاتب أمريكي، ولد في 10 أبريل 1934 في ديكادور في الولايات المتحدة، وتوفي في 24 مايو 2018 في نيويورك في الولايات المتحدة بسبب سرطان.

## وصلات خارجية
- الموقع الرسمي
- ريتشارد بيك على موقع IMDb (الإنجليزية)
- ريتشارد بيك على موقع قاعدة بيانات الفيلم (الإنجليزية)